# 1986 în literatură
- 1985 în literatură — 1986 în literatură — 1987 în literatură

Anul 1986 în literatură a implicat o serie de evenimente și cărți noi semnificative.

## Cărți noi
- Kingsley Amis - The Old Devils
- Piers Anthony - Ghost
- Jeffrey Archer - A Matter of Honour
- James Axler - Pilgrimage to Hell și Red Holocaust
- Iain Banks - The Bridge
- Thomas Bernhard - Auslöschung
- Anita Brookner - A Misalliance
- Orson Scott Card - Speaker for the Dead
- Arthur C. Clarke - The Songs of Distant Earth
- Tom Clancy - Red Storm Rising
- James Clavell - Whirlwind
- Jackie Collins - Hollywood Husbands
- Pat Conroy - The Prince of Tides
- Hugh Cook - The Wizards and the Warriors
- Bernard Cornwell - Sharpe's Regiment
- Bernard & Judy Cornwell (ca Susannah Kells) - Coat of Arms (sau The Aristocrats)
- Richard Ford - The Sportswriter
- John Gardner - Nobody Lives For Ever
- Jacques Godbout - Une histoire américaine
- Carl Hiaasen - Tourist Season
- Kazuo Ishiguro - An Artist of the Floating World
- Brian Jacques - Redwall
- Diana Wynne Jones - Howl's Moving Castle
- Stephen King - It
- W. P. Kinsella - The Fence Post Chronicles
- Judith Krantz - I'll Take Manhattan
- Louis L'Amour - Last of the Breed
- John le Carré - A Perfect Spy
- Tanith Lee - Dreams of Dark and Light
- Gordon Lish - Dear Mr. Capote
- H. P. Lovecraft - Dagon and Other Macabre Tales ediție revizuită
- Robert Ludlum - The Bourne Supremacy
- Amin Maalouf - Leo Africanus
- Allan Massie -  Augustus
- Robert Munsch - Love You Forever
- Patrick O'Brian - The Reverse of the Medal
- Robert B. Parker - Taming a Sea Horse
- Ellis Peters - The Rose Rent
- Belva Plain - The Golden Cup
- Anthony Powell  - The Fisher King
- Terry Pratchett - The Light Fantastic
- Reynolds Price - Kate Vaiden
- James Purdy - In the Hollow of His Hand
- José Saramago - O Ano da Morte de Ricardo Reis
- Idries Shah  - Kara Kush
- Danielle Steel - Wanderlust
- Peter Taylor - A Summons to Memphis
- James Tiptree, Jr. - Tales of the Quintana Roo
- Roger Zelazny - Blood of Amber (Sângele din Amber)

## Premii
- Premiul Nobel pentru Literatură: Wole Soyinka